# Jevhen Past
Jevhen Serhijovyč Past (in ucraino Євген Сергійович Паст?; Odessa, 16 marzo 1988) è un ex calciatore ucraino, di ruolo portiere.

## Carriera
Nato a Odessa, inizia la sua carriera nella squadra del Čornomorec' e nel 2015 passa alla squadra del Zirka. Nel 2018 la squadra del Desna Černihiv, lo ingaggia come primo portiere in vista del nuovo progetto, riuscendo ad raggiungere i preliminari di Europa League. Gioca nuovamente per il Čornomorec' e per il Veres Rivne In ottobre 2024 annuncia il suo ritiro dal calcio professionista lavorando poi come allenatore dei portieri dell'Accademia del club di Odessa.

## Statistiche
Statistiche aggiornate al 6 aprile 2024.

### Presenze e reti nei club
| Stagione        | Squadra         | Campionato      | Campionato | Campionato | Coppe nazionali | Coppe nazionali | Coppe nazionali | Coppe continentali | Coppe continentali | Coppe continentali | Altre coppe | Altre coppe | Altre coppe | Totale | Totale | Totale |
| Stagione        | Squadra         | Comp            | Pres       | Reti       | Comp            | Pres            | Reti            | Comp               | Pres               | Reti               | Comp        | Pres        | Reti        | Pres   | Reti   |        |
| --------------- | --------------- | --------------- | ---------- | ---------- | --------------- | --------------- | --------------- | ------------------ | ------------------ | ------------------ | ----------- | ----------- | ----------- | ------ | ------ | ------ |
| 2018-2019       | Desna Černihiv  | PL              | 21         | 0          | CU              | 0               | 0               |                    | -                  | -                  |             | -           | -           | 21     | 0      |        |
| 2019-2020       | Desna Černihiv  | PL              | 30         | 0          | CU              | 1               | 0               |                    | -                  | -                  |             | -           | -           | 31     | 0      |        |
| 2020-2021       | Desna Černihiv  | PL              | 21         | 0          | CU              | 1               | 0               | UEL                | 1                  | -                  |             | -           | -           | 23     | 0      |        |
| 2021-2022       | Dnipro-1        | PL              | 4          | 0          | CU              | 0               | 0               |                    | -                  | -                  |             | -           | -           | 4      | 0      |        |
| 2022-2023       | Čornomorec'     | PL              | 9          | 0          | CU              | 0               | 0               |                    | -                  | -                  |             | -           | -           | 9      | 0      |        |
| 2023-2024       | Veres Rivne     | PL              | 15         | 0          | CU              | 0               | 0               |                    | -                  | -                  |             | -           | -           | 15     | 0      |        |
| Totale carriera | Totale carriera | Totale carriera | 100        | 0          |                 | 2               | 0               |                    | 1                  | 0                  |             | -           | -           | 103    | 0      |        |

## Palmarès

### Club

#### Competizioni nazionali
- Perša Liha: 1

Zirka: 2015-2016